# Национална централна библиотека у Фиренци
Национална централна библиотека у Фиренци (итал. Biblioteca Nazionale Centrale di Firenze) је јавна национална библиотека, највећа у Италији и једна од најзначајнијих у Европи. Она је једна од две централне библитеке у Италији, поред Националне библиотеке у Риму.

## Историјат
Национална библиотека у Фиренци основана је 1714. године када се Библиотека Publica Fiorentina спојила са Библиотеком Платином. Њено порекло води од приватне библиотеке Антонија Маљабекија. Ова колекција садржи око 300 000 примерака, неколико рукописа које је он завештао. Године 1714. основао ју је Ferdinand III di Larraine, а његов наследник био је Leopold III. Gian Gaston di Medici је наредио 1737. године да се ова колекција споји са колекцијом Антоана Франциска Мармија и објавио да власништво припада јавној библиотеци. Године 1747. године добија име Magliabechiana. Од 1935. године колекција се чува у згради коју је дизајнирао Казаре Базани и В. Мазеи која се налази дуж реке Арно у кварталу Санта Кроче. Пре тога, пронађене су у различитим просторијма које су припадале Галерији Уфици. Велика поплава реке Арно 1966. године оштетила је скоро трећину фонда библитеке, пре свега њену периодику и колекције Палатине и Magliabechi. Центар за рестаурацију је накнадно основан и успео је да сачува велику количину предмета непроцењиве вредности. Међутим, потребно је још много тога урадити и неке књиге су заувек изгубљене.

## Збирке и фондови
Национална библиотека Фиренце је пример једне од библиотека које припадају племићким породицама. Створена је по моделу апостолске билиотеке у Ватикану. Књиге су штампане са симболом ириса као симболом града и натписом „Јавна библиотека“. Библиотека поседује велику колекцију књижевних дела на италијанском и другим романским језицима. Добија име Biblioteca Nazionale Centrale di Firenze 1885. године са сличним функцијама као библиотека у Риму. До 1837. године је одлучено да мора поседовати све примерке који су штампани у Фиренци, а до 1870. године добија право на обавезан примерак. Колекција је тада обухватала око 150. 000 свезака. До 1990. године у Фиренци има скоро 5 милиона књига, памфлета, 715. 000 писама.

## Информациона и техничка аутоматизација
Национални библиотечки систем (SBN-Servizio Bibliotecario Nazionale), који се налази у BNCF-у (Biblioteca Nazionale Centrale di Firenze), је одговоран за аутоматизацију сервиса библиотеке и индексирање националног књижног фонда. Покренут је 1980-их у Риму и у Фиренци. То је велики корак за италијанске библитеке које почињу путем сервиса да сарађују са италијанском међународном јавношћу. Успостављање нове технологије, архитектонски и инфраструктурни радови завшени у фебруару 2001. године. Поседује три зграде са ЛАН конекцијом, 500 рачунара распоређених у галерији, 100 у соби за читање. Од интернет апликација је заступњен SBN централни каталог. OPAC SBN је интерфејс централног каталога који садржи описе ресурса стечених по SBN библиотекама почев од 1990 године. Он омогућава: бирање библиотеке, приступ локалним каталозима за додатне информације о доступности ресурса, приступ мрежи сервиса за испоруке документа, приступ записима о власништву над датотекама итд. Увођење дигиталне библотеке је био први корак ка каталогизацији рукописа из старих колекција из 17века. Од 1991. године постоји каталогизација за сва издања из 16. века. Од 1994. године. Постоји око 5000 дигиталних копија са око 1 250. 000 старница. Централни институт за централни каталог италијанских библиотека и библиографских информација добија назив ICCU (L'Istituto Centrale per il Catalogo Unico delle biblioteche italiane e per le informazioni bibliografiche) 1997. Он брине о Народном библиотечком сервису, повезује библиотеке министарстава, локалних органа, на универзитетама и другим институтима. ICCU је одговаран за промовисање и координацију каталогизацијом, надгледање, продају и ширење ка централном каталогу италијанске библиотеке; комуникација са јавним и страним библиографским институтима и са интернационалним телима који раде у сектору. Једна од последњих значајних подухвата библиотеке била је сарадња сарадња са интернет компанијом „Гугл“ која ће скенирати око милион старих књига националних библиотека Рима и Фиренце, између осталог и радове астронома Галилеа Галилеја. То ће бити прва сараднња компаније „Гугл“ и италијанског министарства културе. Поред копије Галилејевих дела, у виртуелној изложби можемо видети и научне радове његових ученика и протагониста, као и научне расправе око њега. ОИЕ је база података која наводи иницијативе бројања италијанских периодике хуманистичких и друштвених наука.
- Фасада Арно река
- Библиотека поред Санта-Кроче
- Екстеријер Националне централне библиотеке у Фиренци